# Alves Barbosa

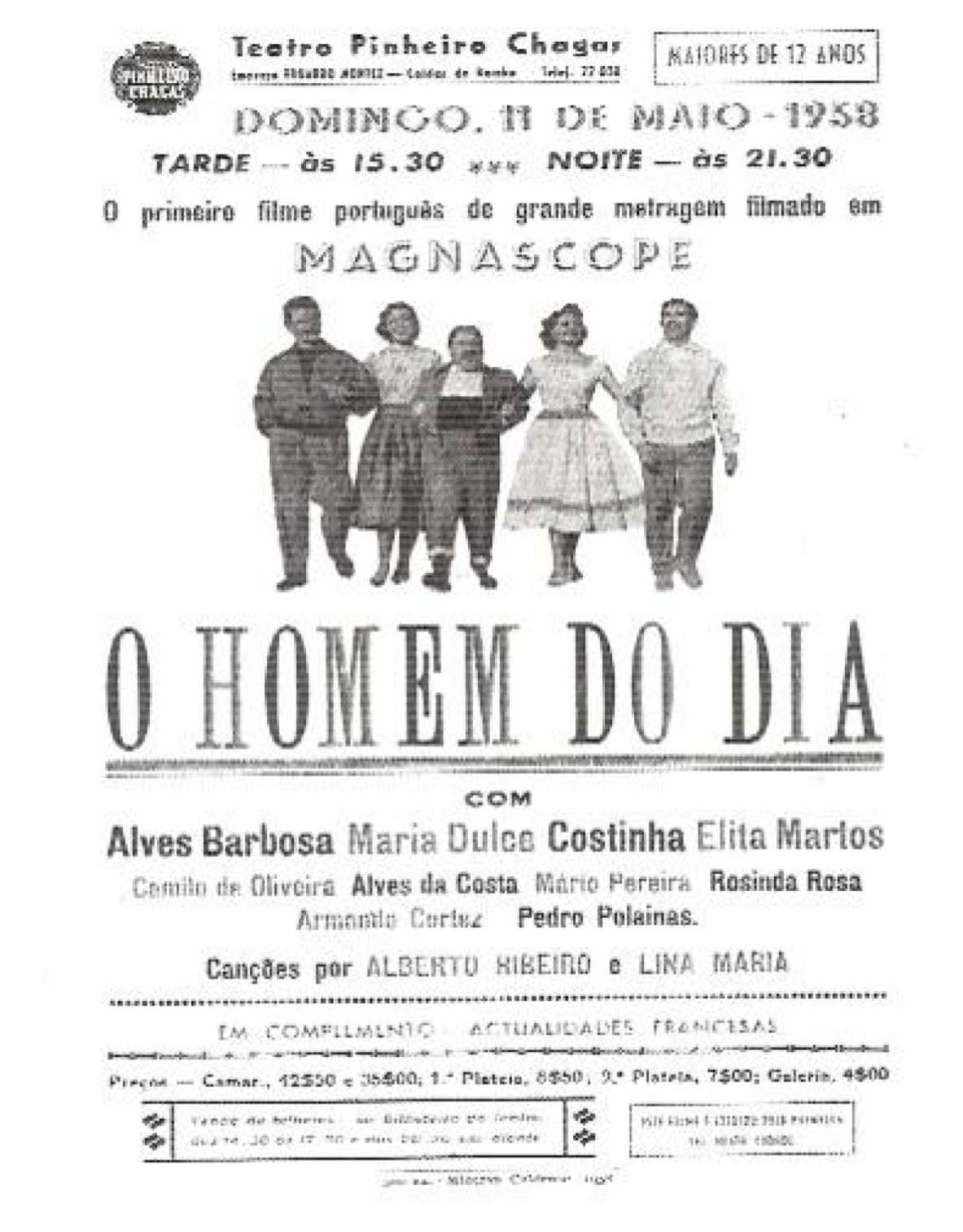
O Homem do Dia (1958), mit Alves Barbosa (ganz rechts)

António da Silva Alves Barbosa (* 24. Dezember 1931 in Fontela, Kreis Figueira da Foz; † 29. September 2018 ebenda) war ein portugiesischer Radrennfahrer.
1950 war er portugiesischer Amateurmeister und belegte den 19. Platz bei der Volta a Portugal. 1951, 1958 und 1959 gewann er sie. 1954 und 1956 wurde er Meister im Straßenrennen der Profis.
Die Tour de France 1956 schloss er als Zehnter ab. Auch im Bahnradsport war er erfolgreich. Er gewann die nationale Meisterschaft im Sprint von 1954 bis 1956 und 1958 sowie 1959.
Ab 1961 wurde er Trainer der traditionsreichen Radsport-Abteilung von Benfica Lissabon und wurde Nationaltrainer in den Jahren 1975, 1978, 1989 und 1992. Er genießt bis heute große Sympathien, gleichermaßen wegen seiner Verdienste und Erfolge wie auch wegen seines fröhlichen und volkstümlichen Auftretens.
1958 war er Hauptdarsteller des Filmes O Homem do Dia (dt.: Der Mann des Tages). Der Regisseur Henrique Campos drehte damit das erste Werk des Portugiesischen Films in Cinemascope. Der Film war Ausdruck der enormen Popularität, die Alves Barbosa zu der Zeit in Portugal genoss.

## Bibliografie
- José Magalhães Castela: Alves Barbosa – 700 000 KM a Pedalar. Sete Caminhos, 2005, ISBN 978-989-602-067-5